# Cournonterral
Cournonterral è un comune francese di 5 957 abitanti situato nel dipartimento dell'Hérault nella regione dell'Occitania.

## Società

### Evoluzione demografica
Abitanti censiti